# Oxid de staniu (II)
Oxidul de staniu (II) (de asemenea cunoscut și ca oxid stanos) este un compus anorganic cu formula SnO. Este format din staniu și oxigen, metalul având starea de oxidare +2. Există două forme: forma stabilă de culoare albastru-neagră și o formă metastabilă de culoare roșie.

## Obținere și reacții

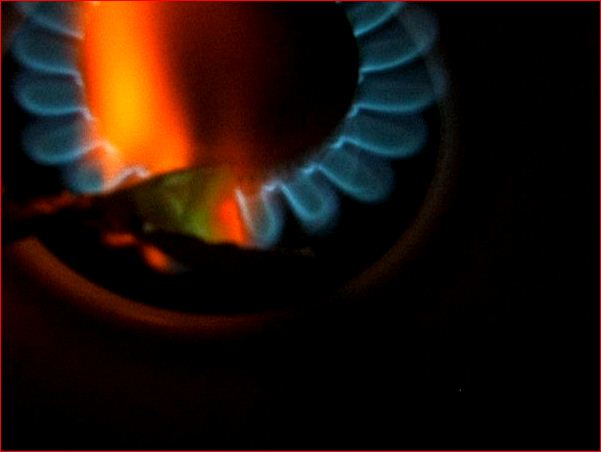
Arderea oxidului de staniu (II)

Forma stabilă a oxidului de staniu poate fi preparată prin încălzirea oxidul de staniu (II) hidrat, SnO·xH2O (x<1), care este precipitat când o sare de staniu (II) este reacționată cu o bază alcalină, cum ar fi hidroxidul de sodiu (NaOH).  Metastabil, oxidul de staniu roșu poate fi preparat prin încălzirea la temperaturi mici a precipitatului produs prin acțiunea amoniacului în soluție cu o sare de staniu (II).  Oxidul de staniu poate fi preparat ca substanță pură în laborator, prin încălzirea controlată a oxalatului de staniu (II) în absența aerului. 
{\displaystyle \mathrm {SnC_{2}O_{4}\longrightarrow \ SnO\ +\ CO_{2}\ +\ CO} }
Oxidul de staniu (II) arde în aer cu o flamă verde, formând dioxidul de staniu (SnO2): 
{\displaystyle \mathrm {2SnO\ +\ O_{2}\longrightarrow \ 2SnO_{2}} }